# CRY-MAX RPG 熱血専用!
CRY-MAX RPG 熱血専用! （クライマックスRPG ねっけつせんよう）は、オーアールジーの福田弦によって製作されたテーブルトークRPG（TRPG）。1996年にホビージャパンからA4変形判書籍として発売された。

## 概要
「熱血ヒーローアクション」を再現するというコンセプトで製作されたTRPGシステム。TRPGが戦術級ウォー・シミュレーションゲームからの派生作品として備えていた「ルールによる物理現象の再現」という側面を完全に廃し、「ストーリーの構築」に特化したルールが特徴である。キャラクターの能力や特性は徹底して「ストーリーにどう関わるか」で定義され、ヒットポイント（に相当するルール）すら「そのキャラクターがストーリー上の存在意義を保っているか」という観点を取っている。後年のシーン制などに見られるストーリー主導型システムの先駆者として評価する意見もある一方で、実験的に過ぎて荒削りなルール、参加プレイヤーの主観に依存する不完全で制御し難いシステムという批判もある。発売された年がTRPG冬の時代と呼ばれた市場の冷え込みの時期だったこともあり、サプリメントや関連製品の展開はされることはなかった。本作の続編は存在していない。

## システム
ヒーロー
本作の特徴の一つは、プレイヤーキャラクター（PC）を、物語の主役となる「ヒーロー」と、ヒーローを補佐する「フェロウ」の2種にはっきりと区別している点である。ヒーローは主役であり、パーティーに一人しか存在しない。敵のボスを倒すための「必殺奥義」、英雄的活躍を成し遂げるために消費されていく「天命」ポイントなどのステータスを持つ。
フェロウ
フェロウとは、ヒーローを補佐する仲間のキャラクターであり、ヒーロー以外のPCはすべてフェロウとなる。「気丈な女戦士」「無愛想な好敵手」など、ストーリー上の立ち位置を主眼に置いたアーキタイプで表現される。「熱血ポイント」というステータスを持ち、セッション中の熱い演技によって熱血ポイントを高めることで、ストーリーへの介入が可能となっていく。ただし、敵のボスと戦うことは基本的にできない。ボスとの戦闘はあくまでヒーローの特権であり、フェロウは戦況を解説する傍観者か、あるいは死を覚悟でヒーローの盾になるなどの演出でのみ参加できる。
ダークサイドヒーロー
シナリオ上必ず登場するのが、敵方のボス「ダークサイドヒーロー」である。ヒーローのステータスに準じて「必殺奥義」と「天命」を持つ。シナリオのクライマックスにおいて、ヒーローとの「熱血戦闘」を行う。これはヒーローとダークサイドヒーローの決闘であり、必殺奥義の応酬によって相手の天命を0以下にすれば勝利となる。ダークサイドヒーローは概してヒーローよりも強力であるため、PCたちはセッション中の演技によってポイントを稼いでおいたり、また熱血戦闘中にダークサイドヒーローを言い負かすことで相手の天命を減衰させる「熱血論破」を試みる必要がある。
熱血カード
ヒーロー役のプレイヤーは、ゲームの開始時に「熱血カード」を持つ。セッション中にこのカードを、良いロールプレイを行った自分以外のプレイヤーに譲渡することで、ヒーローであれば「天命」、フェロウであれば「熱血ポイント」を獲得する。受け取ったプレイヤーも同様に別のプレイヤーにカードを渡していくことで各プレイヤーがポイントを獲得し、終盤の熱血戦闘に向けて力を蓄えていく。これによって「他のプレイヤーを称える」ことが、自分の利益にもなるためプレイヤー間の結束が強まり、またポイントの配布が明確かつ自動的なものとなることで、ポイント配布の判断がゲームを中断させる危険を排している。

## 背景世界
本作が公式に提示している背景世界はヒロイック・ファンタジーに属し、ヒーローの敵役として、邪悪な専制国家「魔導帝国」が設定されている。しかし背景世界に冠する記述は極めて少なく、ユーザーの自主的な設定による部分が大きい。これは、本作が徹底して「即興演技によるストーリーの構築」という視点に基づいているため、背景世界における社会組織や魔術体系などの詳細を必要としないからである。逆に言えば、ファンタジーでなくとも「熱血アクション」というジャンルさえ合えば、その背景世界を本作に取り込むことは容易である。